# Landesklinikum Baden

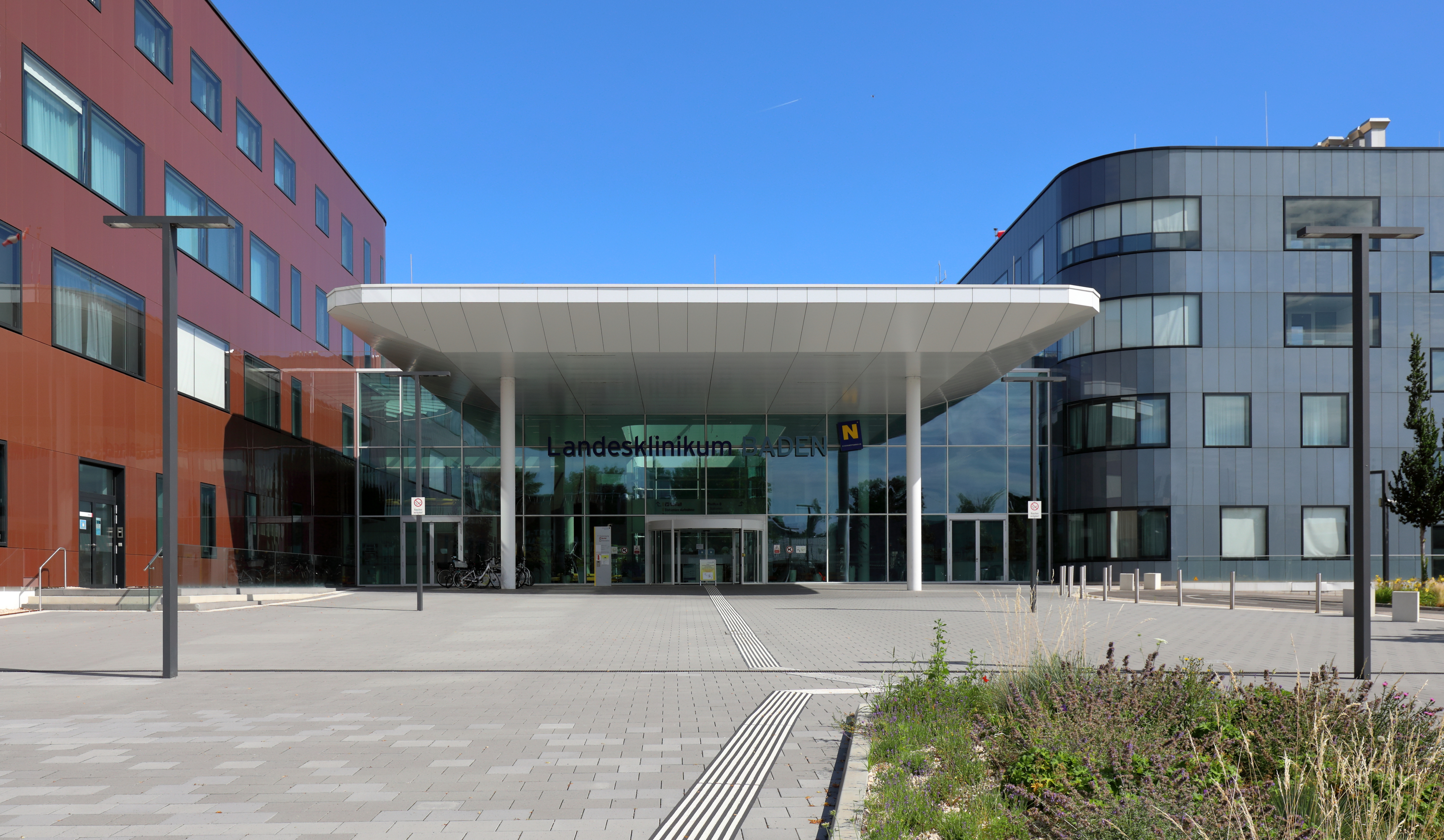
Südlicher Haupteingang des neuen Landesklinikums (eröffnet 2016)

Das Landesklinikum Baden ist ein öffentliches Landeskrankenhaus der NÖ Landesgesundheitsagentur in Baden, Niederösterreich. Das Klinikum ist organisatorisch eine Einheit mit dem Landesklinikum Mödling.
Als regionales Schwerpunktklinikum mit drei Standorten (Baden, Mödling und Hinterbrühl) ist das LK Baden Lehrkrankenhaus der Medizinischen Universität Wien sowie Lehrklinikum der FH Wiener Neustadt und der Karl Landsteiner Universität. 

## Geschichte

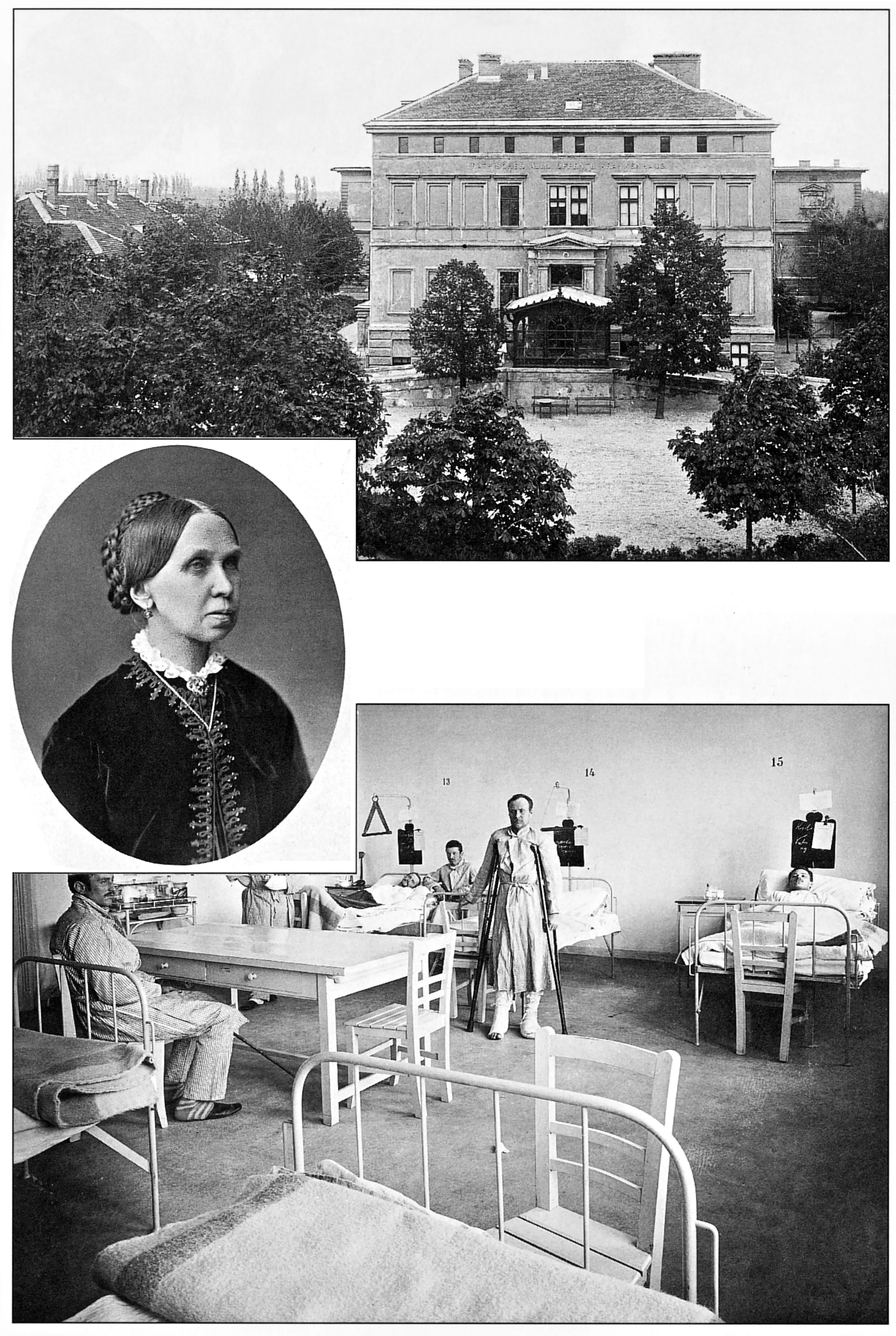
Rath’sches allg(emeines) öffentl(iches) Krankenhaus (um 1900); Inset: Franziska Rath, Stifterin

Franziska Rath, geborene Naegele (* 1814 in Brünn; † am 19. Juli 1880 in Baden bei Wien), gehörte zu den großen Wohltäterinnen des gründerzeitlichen Baden. Durch die Spende (als Verzicht eines der Stadt Baden 1876 gewährten Darlehens) der horrenden Summe von 100.000 Gulden sowie der Liegenschaft Theaterplatz 5 ermöglichte sie widmungskonform die Errichtung eines allgemeinen öffentlichen Krankenhauses in der Kurstadt – zum Gedenken trug es bis Mitte des 20. Jahrhunderts den Namen der Ehrenbürgerin (ernannt 1878).
Im Vorlauf zum Baubeginn war neben der Finanzfrage die Wahl des Bauplatzes von größter Bedeutung. Von fünf angebotenen und als möglich erachtenden Plätzen blieben zwei Standorte übrig: ein unweit des Stadtzentrums gelegener Bereich an der Wiener Straße sowie die vom Stift Melk offerierte preisgünstigere Liegenschaft an der Wimmergasse im heutigen Stadtteil Leesdorf. Das Spitalbau-Comité entschied am 31. März 1881 mehrheitlich zugunsten das Bauplatzes an der Wiener Straße. Als am 14. September selben Jahres die Mitglieder des Komitees im Gemeinderat ihr Votum zu verteidigen hatten, obsiegte jedoch der Antrag der Minderheit. Der Platz in Leesdorf hatte neben seinem günstigen Preis zwar einige Nachteile (die Nähe zur Straßenbahnremise, zu Nutztierställen u. Ä.), aber für den zentralen Kurbetrieb der Stadt war es schwer vorstellbar, Gäste mit Transporten Verletzter oder von im Spital Verstorbener zu konfrontieren.
Mit dem Spitalsbau wurde 1883 begonnen, und am 20. April 1885 eröffnete Bürgermeister Oskar Graf Christallnig (1831–1898) das Rath’sche Badner Krankenhaus als allgemeine öffentliche Krankenanstalt – mit einer Kapazität von 36 Krankenbetten am Standort neben dem heutigen; 1897 wurde die Anlage durch einen von Stadtbaumeister Anton Breyer (1854–1940) ausgeführten Zubau bedeutend erweitert.

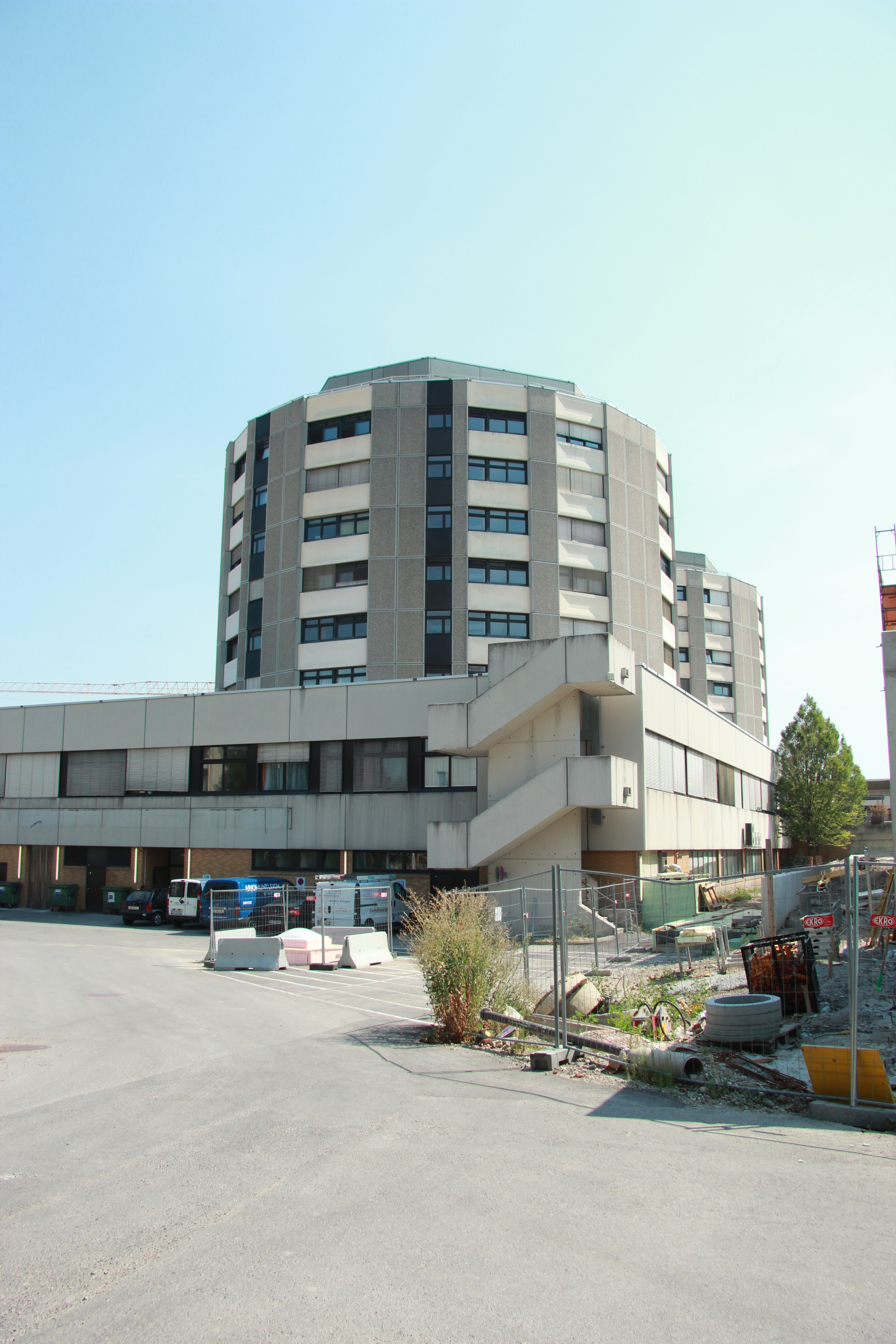
Landesklinikum Baden, Bau 1983; um 2017 demontiert

Nach Grundsteinlegung am 28. September 1978 fand am 16. Juli 1983 die Eröffnung des „Neubaus“ mit seinen beiden charakteristischen vieleckigen Türmen sowie 352 Betten statt, am 27. Oktober selben Jahres wurden die Arbeiten am Neubau für beendet erklärt.
Bis 1. Jänner 2003 war die Stadtgemeinde Baden Eigentümerin des Krankenhauses, danach das Land Niederösterreich, welches es in Thermenklinikum Baden umbenannte.
Anfang 2005 wurden die beiden Krankenanstalten Mödling und Baden zum Landesklinikum Thermenregion zusammengelegt.
Im Jahr 2012 wurde am Standort neben dem bestehenden der Neubau begonnen, der im September 2016 als neues Landesklinikum Baden feierlich eröffnet wurde. Auf einer Brutto-Grundfläche von 64.000 m² entstanden drei Pavillons verbunden durch eine zentrale Eingangshalle, 443 Betten sowie sechs hochmoderne OP-Säle. Das benachbarte alte Pflegeheim wurde bereits durch einen Neubau ersetzt. Das Altgebäude des Krankenhauses wurde abgerissen, sodass zwischen Landesklinikum und Pflegeheim eine Parkanlage entstand. Mittlerweile sind in diesem Landesklinikum rund 780 Menschen beschäftigt.

## Ausstattung
Abteilungen und Institute
- Anästhesiologie und Intensivmedizin
- Chirurgie
- Innere Medizin
- Orthopädie und Traumatologie
- Psychiatrie und Psychotherapeutische Medizin
- Urologie
- Institut für Klinische Pathologie und Molekularpathologie
- Institut für medizinisch-chemische und molekularbiologische Labordiagnostik mit Blutdepot
- Institut für diagnostische und interventionelle Radiologie

Ambulanzen:
- Chirurgische Ambulanz
- Ambulanz für Innere Medizin
- Psychiatrie und Psychotherapeutische Medizin Ambulanz
- Unfallambulanz
- Urologische Ambulanz

## Erreichbarkeit
Seitens der am Krankenhaus vorbeiführenden Lokalbahn Wien–Baden (Badner Bahn) ging unter der Bezeichnung „Baden Landesklinikum“ mit Fahrplanwechsel am 12. Dezember 2014 eine neue Haltestelle inklusive technisch gesichertem Bahnübergang in Betrieb. Somit sind auch die naheliegenden Sport- und Veranstaltungshallen wieder leichter erreichbar.
Im Zuge des Neubaues des Krankenhauses wurde als Ersatz für die unter dem ehemaligen Haupttrakt gelegene Tiefgarage ein Parkhaus errichtet, das jedoch jenseits von Badner Bahn und Waltersdorfer Straße liegt und welches aus (planungstechnischen) Gründen der Sicherheit für Fußgänger ausschließlich oberirdisch zu erreichen ist.